# Maximilian Grünewald (Schauspieler)
Maximilian Grünewald (* 1989 in Coburg) ist ein deutscher Schauspieler.

## Leben
Maximilian Grünewald spielte bereits als Jugendlicher Theater, gehörte von 2004 bis 2008 dem Jugendclub des Landestheaters Coburg an und belegte dort Schauspielworkshops und hatte Improvisationsunterricht. Nach seinem Abitur am Arnold-Gymnasium Neustadt begann er 2008 ein Studium der Geschichts- und Theaterwissenschaften an der Freien Universität Berlin und spielte in dieser Zeit im Ensemble des Theaters im Kino im Ortsteil Friedrichshain. Im Anschluss daran studierte Grünewald Schauspiel an der Hochschule für Musik und Theater „Felix Mendelssohn Bartholdy“ Leipzig, das er 2014 abschloss.
Grünewald hatte Engagements im Studio des Maxim Gorki Theaters, war von 2014 bis 2016 am Badischen Staatstheater Karlsruhe verpflichtet und gehörte von der Spielzeit 2016/17 bis 2018/19 dem Schauspiel Hannover an. Neben anderen Rollen spielte Grünewald in Karlsruhe den Franz Moor in Friedrich Schillers Räuber (an der Seite von Luis Quintana als sein Bruder Karl).

## Filmografie
- 2012: Ferngesteuert (Kurzfilm)
- 2012: In aller Freundschaft – Folge 554: Auf Biegen und Brechen?
- 2012: Schneeweißchen und Rosenrot
- 2014: Polizeiruf 110 – Abwärts
- 2022: SOKO Wismar – Folge 417: Partytime
- 2024: Auf dem Grund (Fernsehfilm)